# Maria Orlova
Maria Sergejevna Orlova (Russisch: Мария Сергеевна Орлова) (Leningrad, 14 april 1988) is een Russische voormalig skeletonster. Ze vertegenwoordigde haar vaderland op de Olympische Winterspelen 2014.

## Carrière
Orlova maakte haar wereldbekerdebuut in Igls op 14 januari 2011. Ze nam driemaal deel aan de Wereldkampioenschappen skeleton. Haar beste resultaat is een 13e plaats in 2013. In 2013 behaalde ze de zilveren medaille op de Europese kampioenschappen.
In 2014 nam Orlova deel aan de Olympische Winterspelen 2014 waar ze op de 6e plaats eindigde. Op 9 januari 2015 won ze haar eerste wereldbekerwedstrijd in het Duitse Altenberg.

## Resultaten
| Jaar | Plaats | Resultaat |
| ---- | ------ | --------- |
| 2014 | Sotsji | 6e        |

| Jaar | Plaats       | Resultaat              |
| ---- | ------------ | ---------------------- |
| 2011 | Königssee    | 22e                    |
| 2012 | Lake Placid  | 21e 6e landenwedstrijd |
| 2013 | Sankt Moritz | 13e                    |
| 2015 | Winterberg   | 11e · landenwedstrijd  |
| 2017 | Königssee    | 15e 4e landenwedstrijd |

### Wereldbeker
| Seizoen   | Rang |
| --------- | ---- |
| 2010/2011 | 23e  |
| 2011/2012 | 12e  |
| 2012/2013 | 13e  |
| 2013/2014 | 10e  |
| 2014/2015 | 12e  |
| 2015/2016 | 21e  |
| 2016/2017 | 17e  |
| 2017/2018 | 26e  |

| Datum          | Plaats    |
| -------------- | --------- |
| 9 januari 2015 | Altenberg |